# Paraíso Perdido (filme)
Paraíso Perdido é um filme brasileiro do gênero drama musical de 2018. Dirigido e roteirizado por Monique Gardenberg, conta com um grande elenco de atores como Jaloo, Lee Taylor, Hermila Guedes e Júlio Andrade. No Brasil, teve distribuição pela Vitrine Filmes.

## Sinopse
O patriarca José (Erasmo Carlos) é dono de uma boate chamada Paraíso Perdido. Ele faz de tudo para manter a felicidade de sua família: os filhos Ângelo (Júlio Andrade) e Eva (Hermila Guedes), o filho adotivo Teylor (Seu Jorge) e os netos Celeste (Julia Konrad) e Imã (Jaloo). Todos são unidos pela música e por uma amor incondicional. Eles vão encontrar forças para lidar com os traumas da visa cantando grandes clássicos da música brasileira. Um dia, eles atraem a curiosidade do misterioso Odair (Lee Taylor), um policial que cuida de sua mãe surda, a ex-cantora Nádia (Malu Galli). Agora, ele vai descobrir que sua relação com a família é maior do que ele imaginava.

## Elenco
| Ator/Atriz         | Personagem       |
| ------------------ | ---------------- |
| Lee Taylor         | Odair            |
| Jaloo              | Imã              |
| Júlio Andrade      | Angelo da Silva  |
| Malu Galli         | Nádia            |
| Hermila Guedes     | Eva da Silva     |
| Marjorie Estiano   | Milene           |
| Julia Konrad       | Celeste da Silva |
| Erasmo Carlos      | José da Silva    |
| Seu Jorge          | Teylor           |
| Humberto Carrão    | Pedro            |
| Felipe Abib        | Joca             |
| Nicole Puzzi       | Lídia            |
| Celso Frateschi    | Delegado         |
| Cristina Mutarelli | Vizinha de Nádia |
| Bia Borsatto       | Nádia (jovem)    |

## Produção
O filme marcou a volta da diretora Monique Gardenberg aos cinemas depois de 11 anos, sua última direção tinha sido em 2007 com o filme Ó Pai, Ó. Zeca Baleiro, grande músico brasileiro, foi o responsável pela direção musical do filme que conta com elenco composto por atores e também cantores, como Erasmo Carlos e a jovem protagonista Jaloo.

## Recepção
Paraíso Perdido conquistou críticas positivas sobre seu desempenho, tanto do público, quanto dos especialistas em cinema. Entre os usuários do IMDb, o filme conta com uma média de 7,0/10 com base em 547 avaliações. No site AdoroCinema, o filme tem uma avaliação de 3,7 de 5 estrelas com base em 13 críticas da imprensa.
Rodrigo Fonseca, do O Estado de São Paulo, avaliou o filme positivamente: "Poema boêmio, "Paraíso Perdido" é um convite a se discutir formações familiares erigidas na incongruência do querer, mas também um convite a se repensar convenções morais do nosso cinema."
Simone Zuccolotto, do jornal O Globo, escreveu: "A escolha e a condução do elenco conseguem reunir atores excelentes, respeitar duas individualidades e, ao mesmo tempo, torná-los coesos, como num time de futebol em que vaidades e excessos são anulados e colocados em prol da equipe."
Thales de Menezes, da Folha de S.Paulo, disse: "Além dos ótimos números musicais no palco do Paraíso Perdido e do elenco afiado, um acerto do filme é criar um personagem que vai conhecendo aos poucos os membros da família e descobrindo seus segredos. Ele conduzirá o espectador durante a sessão."
Marcelo Müller, do site Papo de Cinema, escreveu: "Monique Gardenberg se apropria dos tons intrínsecos às melodias que embalam o longa-metragem, utilizando letras que explicitam saudades imensas e afetos do tamanho da disposição dos enamorados, a fim de construir praticamente um universo paralelo."

## Prêmios e indicações
| Ano  | Premiações                          | Categoria                  | Nomeações | Resultado | Ref.  |
| ---- | ----------------------------------- | -------------------------- | --- | --------- | ----- |
| 2019 | Prêmio ABC de Cinematografia        | Melhor Fotografia          | Pedro Farkas | Indicado  |       |
| 2019 | Grande Prêmio do Cinema Brasileiro  | Melhor Atriz Coadjuvante   | Marjorie Estiano | Indicado  |       |
| 2019 | Grande Prêmio do Cinema Brasileiro  | Melhor Música              | Zeca Baleiro | Venceu    |       |
| 2019 | Prêmio Guarani de Cinema Brasileiro | Melhor Ator Coadjuvante    | Júlio Andrade | Indicado  | [ 8 ] |
| 2019 | Prêmio Guarani de Cinema Brasileiro | Melhor Revelação Masculina | Jaloo | Indicado  | [ 8 ] |
| 2019 | Prêmio Guarani de Cinema Brasileiro | Melhor Música              | Zeca Baleiro | Venceu    | [ 8 ] |
| 2019 | Prêmio Guarani de Cinema Brasileiro | Melhor Direção de Arte     | Valdy Lopes | Indicado  | [ 8 ] |
| 2019 | Prêmio Guarani de Cinema Brasileiro | Melhor Figurino            | Cássio Brasil | Indicado  | [ 8 ] |
| 2019 | Prêmio Guarani de Cinema Brasileiro | Melhor Elenco              | Justine Otondo | Indicado  | [ 8 ] |
| 2019 | Prêmio APCA de Cinema               | Melhor Elenco              | Erasmo Carlos, Hermila Guedes, Humberto Carrão, Jaloo, Julia Konrad, Júlio Andrade, Lee Taylor, Malu Galli, Marjorie Estiano e Seu Jorge | Venceu    | [ 9 ] |